# Bar catering
Il bar catering è il servizio di somministrazione bevande, cocktail e buffet per feste, ricevimenti ed eventi fieristici.
Il servizio è prestato da aziende che utilizzano barman o bartender professionisti.
Nel caso di bartender il servizio è spettacolarizzato dai movimenti "Flair" ossia movimenti acrobatici. Tali movimenti accompagnano con enfasi la preparazione, la miscelazione e il servizio. L'obiettivo è intrattenere la clientela e incentivarla ai consumi.
Il bar catering o l'american bartending catering possono includere la prestazione del personale, il personale con dotazione, o l'intero pacchetto con il materiale di consumo (bibite, liquori, acque, birre, bicchieri, tovaglioli, cannucce e noleggio attrezzature). Parte essenziale del bar catering è il banco bar o più postazioni bar.
Il servizio può essere abbinato a un servizio di buffet catering o catering specialistico.
Si può svolgere all'aperto o al coperto in funzione della logistica e delle condizioni ambientali.
Dal punto di vista economico il budget messo a disposizione dal committente per il servizio condiziona la quantità e la qualità delle somministrazioni.